# Pawieł Polakow
Pawieł Siergiejewicz Polakow, ros. Павел Сергеевич Поляков (ur. 20 grudnia 1902 w chutorze Razuwajew koło stanicy Ostrowskiej w obwodzie Wojska Dońskiego, zm. 13 października 1991 we Freyungu) – emigracyjny kozacki poeta, pisarz i publicysta, tłumacz, redaktor pism, działacz kozackiego ruchu narodowego.
Uczęszczał do szkoły realnej w Kamyszynie, ale przerwał naukę z powodu wstąpienia do wojsk Armii Dońskiej walczącej z bolszewikami. Służył w 13 Pułku Pieszym. Po odwrocie został internowany w Gruzji. Stamtąd przyjechał na Krym, wchodząc w skład straży przybocznej głównodowodzącego wojskami Białych gen. Piotra N. Wrangla. W połowie listopada 1920 r. został ewakuowany do Gallipoli. Na emigracji zamieszkał w Królestwie SHS. W 1924 r. ukończył doński korpus kadetów, a następnie studia filologiczne na uniwersytecie w Belgradzie. Pracował jako urzędnik w jugosłowiańskim ministerstwie oświaty. Od młodych lat pisał wiersze. Podczas nauki w korpusie kadetów redagował 2 czasopisma: „Doniec” i „Nauka i Żyzń”. Był autorem humorystycznych felietonów w rosyjskiej prasie emigracyjnej. Przekładał na język serbsko-chorwacki utwory rosyjskiej literatury klasycznej. Po utworzeniu Ruchu Wolnokozackiego w 1927 r., został jego działaczem. Opowiadał się za niezależnością kozacką. Napisał książkę pt. Wolnoje kazaczestwo. Wybrano go atamanem kozackiego okręgu narodowego w Jugosławii. Był kilkakrotnie aresztowany przez władze jugosłowiańskie z powodu organizacji półlegalnych „stanic wolnokozackich”. W latach 1935–1936 pełnił funkcję atamana Serbii. Pod koniec lat 30. opublikowano jego pierwszy poetycki tomik pt. Piesni woli, a krótko potem Poemy. Wiosną 1940 r. stanął na czele Związku Wszechkozackiego w Serbii, który współpracował z Kozackim Ruchem Narodowowyzwoleńczym (KNOD), wspieranym przez Niemców. Po zajęciu Jugosławii przez wojska niemieckie w kwietniu 1941 r., sprzeciwiał się werbunkowi Kozaków do nowo formowanego Rosyjskiego Korpusu Ochronnego. Po pewnym czasie objął funkcję 1 zastępcy przewodniczącego KNOD. Został też redaktorem naczelnym pisma „Kazaczij Wiestnik”. Pod koniec wojny ewakuował się do Monachium, gdzie po jej zakończeniu reprezentował interesy kozackich separatystów. Następnie współpracował z międzynarodowymi organizacjami antykomunistycznymi. Pisał liczne artykuły dotyczące kwestii kozackich do zachodniej prasy. Był członkiem redakcji pisma „Problems of the Peoples of the USSR”. Redagował też pismo „Kazakija”. Był autorem 3 zbiorów poematów, jak Олень, Три брата, Diadia Janosz, iemion-otrok, W pamiat’ junych let, Iwan i Fienia, Galina Buławina, Stiepan, Gorodok Wietniutiew. W 1961 r. został zastępcą przewodniczącego „Prawitielstwa KNOD”. Od połowy października 1976 r. przewodniczył Związkowi Kozackiemu w RFN. W latach 70. Redagował pismo „Kazaczje słowo”. Końcowe lata życia poświęcił pisaniu 4-tomowego poematu-epopei pt. Smiert’ Tichogo Dona, który został opublikowany pośmiertnie w 2006 r.